# Rollo de cuero de matemática egipcia
El rollo de cuero de matemática egipcia es un rollo de cuero de 25 × 43 cm  comprado por Alexander Henry Rhind en 1858. Fue enviado al Museo Británico en 1864, junto con el papiro matemático Rhind, pero no fue ablandado químicamente ni se desenrolló hasta 1927 (Scott, Hall 1927).
La escritura consta de caracteres hieráticos del reino Medio escritos de derecha a izquierda. Los eruditos fechan el rollo en el siglo XVII a. C.

## Contenido matemático
Este rollo de cuero es una ayuda para calcular fracciones egipcias. Contiene 26 sumas de fracciones unitarias que son iguales a otra fracción unitaria. Las sumas aparecen en dos columnas, seguidas de dos columnas más que contienen exactamente las mismas sumas.
| Columna 1                                                                                         | Columna 2                                                                       | Columna 3                                                                                         | Columna 4                                                        |
| ------------------------------------------------------------------------------------------------- | ------------------------------------------------------------------------------- | ------------------------------------------------------------------------------------------------- | ---------------------------------------------------------------- |
| {\displaystyle {\frac {1}{10}}+{\frac {1}{40}}={\frac {1}{8}}}                                    | {\displaystyle {\frac {1}{30}}+{\frac {1}{45}}+{\frac {1}{90}}={\frac {1}{15}}} | {\displaystyle {\frac {1}{10}}+{\frac {1}{40}}={\frac {1}{8}}}                                    | {\displaystyle {\frac {1}{18}}+{\frac {1}{36}}={\frac {1}{12}}}  |
| {\displaystyle {\frac {1}{5}}+{\frac {1}{20}}={\frac {1}{4}}}                                     | {\displaystyle {\frac {1}{24}}+{\frac {1}{48}}={\frac {1}{16}}}                 | {\displaystyle {\frac {1}{5}}+{\frac {1}{20}}={\frac {1}{4}}}                                     | {\displaystyle {\frac {1}{21}}+{\frac {1}{42}}={\frac {1}{14}}}  |
| {\displaystyle {\frac {1}{4}}+{\frac {1}{12}}={\frac {1}{3}}}                                     | {\displaystyle {\frac {1}{18}}+{\frac {1}{36}}={\frac {1}{12}}}                 | {\displaystyle {\frac {1}{4}}+{\frac {1}{12}}={\frac {1}{3}}}                                     | {\displaystyle {\frac {1}{45}}+{\frac {1}{90}}={\frac {1}{30}}}  |
| {\displaystyle {\frac {1}{10}}+{\frac {1}{10}}={\frac {1}{5}}}                                    | {\displaystyle {\frac {1}{21}}+{\frac {1}{42}}={\frac {1}{14}}}                 | {\displaystyle {\frac {1}{10}}+{\frac {1}{10}}={\frac {1}{5}}}                                    | {\displaystyle {\frac {1}{30}}+{\frac {1}{60}}={\frac {1}{20}}}  |
| {\displaystyle {\frac {1}{6}}+{\frac {1}{6}}={\frac {1}{3}}}                                      | {\displaystyle {\frac {1}{45}}+{\frac {1}{90}}={\frac {1}{30}}}                 | {\displaystyle {\frac {1}{6}}+{\frac {1}{6}}={\frac {1}{3}}}                                      | {\displaystyle {\frac {1}{15}}+{\frac {1}{30}}={\frac {1}{10}}}  |
| {\displaystyle {\frac {1}{6}}+{\frac {1}{6}}+{\frac {1}{6}}={\frac {1}{2}}}                       | {\displaystyle {\frac {1}{30}}+{\frac {1}{60}}={\frac {1}{20}}}                 | {\displaystyle {\frac {1}{6}}+{\frac {1}{6}}+{\frac {1}{6}}={\frac {1}{2}}}                       | {\displaystyle {\frac {1}{48}}+{\frac {1}{96}}={\frac {1}{32}}}  |
| {\displaystyle {\frac {1}{3}}+{\frac {1}{3}}={\frac {2}{3}}}                                      | {\displaystyle {\frac {1}{15}}+{\frac {1}{30}}={\frac {1}{10}}}                 | {\displaystyle {\frac {1}{3}}+{\frac {1}{3}}={\frac {2}{3}}}                                      | {\displaystyle {\frac {1}{96}}+{\frac {1}{192}}={\frac {1}{64}}} |
| {\displaystyle {\frac {1}{25}}+{\frac {1}{15}}+{\frac {1}{75}}+{\frac {1}{200}}={\frac {1}{8}}}   | {\displaystyle {\frac {1}{48}}+{\frac {1}{96}}={\frac {1}{32}}}                 | {\displaystyle {\frac {1}{25}}+{\frac {1}{15}}+{\frac {1}{75}}+{\frac {1}{200}}={\frac {1}{8}}}   |                                                                  |
| {\displaystyle {\frac {1}{50}}+{\frac {1}{30}}+{\frac {1}{150}}+{\frac {1}{400}}={\frac {1}{16}}} | {\displaystyle {\frac {1}{96}}+{\frac {1}{192}}={\frac {1}{64}}}                | {\displaystyle {\frac {1}{50}}+{\frac {1}{30}}+{\frac {1}{150}}+{\frac {1}{400}}={\frac {1}{16}}} |                                                                  |
| {\displaystyle {\frac {1}{25}}+{\frac {1}{50}}+{\frac {1}{150}}={\frac {1}{15}}}                  |                                                                                 | {\displaystyle {\frac {1}{25}}+{\frac {1}{50}}+{\frac {1}{150}}={\frac {1}{6}}}                   |                                                                  |
| {\displaystyle {\frac {1}{9}}+{\frac {1}{18}}={\frac {1}{6}}}                                     |                                                                                 | {\displaystyle {\frac {1}{9}}+{\frac {1}{18}}={\frac {1}{6}}}                                     |                                                                  |
| {\displaystyle {\frac {1}{7}}+{\frac {1}{14}}+{\frac {1}{28}}={\frac {1}{4}}}                     |                                                                                 | {\displaystyle {\frac {1}{7}}+{\frac {1}{14}}+{\frac {1}{28}}={\frac {1}{4}}}                     |                                                                  |
| {\displaystyle {\frac {1}{12}}+{\frac {1}{24}}={\frac {1}{8}}}                                    |                                                                                 | {\displaystyle {\frac {1}{12}}+{\frac {1}{24}}={\frac {1}{8}}}                                    |                                                                  |
| {\displaystyle {\frac {1}{14}}+{\frac {1}{21}}+{\frac {1}{42}}={\frac {1}{7}}}                    |                                                                                 | {\displaystyle {\frac {1}{14}}+{\frac {1}{21}}+{\frac {1}{42}}={\frac {1}{7}}}                    |                                                                  |
| {\displaystyle {\frac {1}{18}}+{\frac {1}{27}}+{\frac {1}{54}}={\frac {1}{9}}}                    |                                                                                 | {\displaystyle {\frac {1}{18}}+{\frac {1}{27}}+{\frac {1}{54}}={\frac {1}{9}}}                    |                                                                  |
| {\displaystyle {\frac {1}{22}}+{\frac {1}{33}}+{\frac {1}{66}}={\frac {1}{11}}}                   |                                                                                 | {\displaystyle {\frac {1}{22}}+{\frac {1}{33}}+{\frac {1}{66}}={\frac {1}{11}}}                   |                                                                  |
| {\displaystyle {\frac {1}{28}}+{\frac {1}{49}}+{\frac {1}{196}}={\frac {1}{13}}}                  |                                                                                 | {\displaystyle {\frac {1}{28}}+{\frac {1}{49}}+{\frac {1}{196}}={\frac {1}{13}}}                  |                                                                  |
|                                                                                                   |                                                                                 | {\displaystyle {\frac {1}{30}}+{\frac {1}{45}}+{\frac {1}{90}}={\frac {1}{15}}}                   |                                                                  |
|                                                                                                   |                                                                                 | {\displaystyle {\frac {1}{24}}+{\frac {1}{48}}={\frac {1}{16}}}                                   |                                                                  |

De las 26 sumas enumeradas, diez son números del Ojo de Horus: 1/2, 1/4 (dos veces), 1/8 (tres veces), 1/16 (dos veces), 1/32, 1/64 convertidos de fracciones egipcias. Hay otras siete sumas que tienen denominadores pares convertidos de fracciones egipcias: 1/6 (enumerados dos veces, pero una vez incorrecta), 1/10, 1/12, 1/14, 1/20 y 1/30. A modo de ejemplo, las tres conversiones de 1/8 siguieron uno o dos factores de escala como alternativas:
1. 1/8 x 3/3 = 3/24 = (2 + 1)/24 = 1/12 + 1/24
2. 1/8 x 5/5 = 5/40 = (4 + 1)/40 = 1/10 + 1/40
3. 1/8 x 25/25 = 25/200 = (8 + 17)/200 = 1/25 + (17/200 x 6/6) = 1/25 + 102/1200 = 1/25 + (80 + 16 + 6)/1200 = 1/25 + 1/15 + 1/75 + 1/200
Finalmente, hubo nueve sumas, con denominadores impares, convertidas de fracciones egipcias: 2/3, 1/3 (dos veces), 1/5, 1/7, 1/9, 1/11, 1/13 y 1/15 .
Los examinadores del Museo Británico no encontraron ninguna introducción o descripción de cómo o por qué se calcularon las series de fracciones unitarias equivalentes. Las series de fracciones unitarias equivalentes están asociadas con las fracciones 1/3, 1/4, 1/8 y 1/16. Hubo un error trivial asociado con la serie final de fracciones unitarias de 1/15. La serie 1/15 se enumeró como igual a 1/6. Otro error grave se asoció con 1/13, cuestión que los examinadores de 1927 no intentaron resolver.